# 伊俄

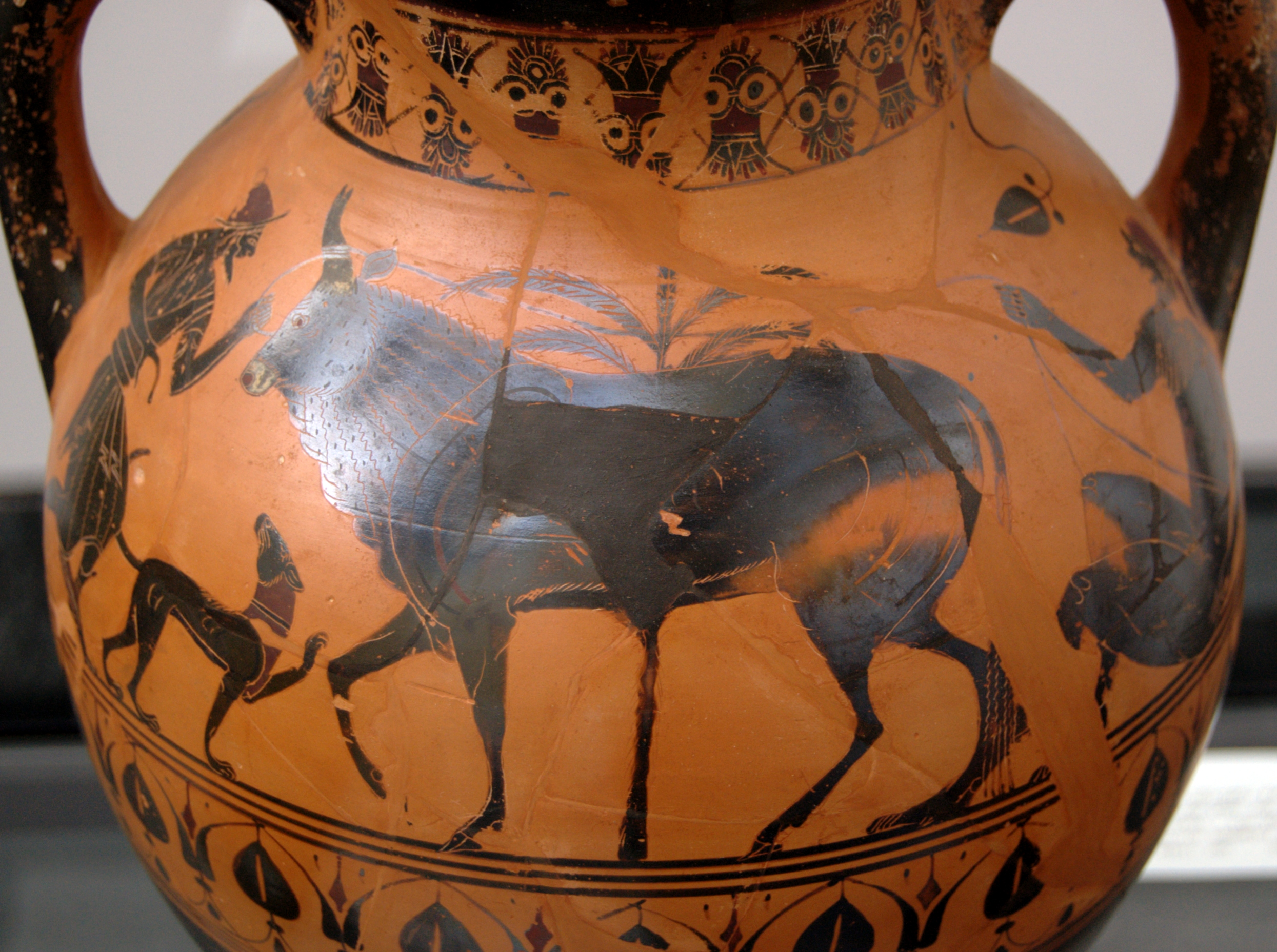
古希腊陶罐上的瓶画：变成牛的伊俄，两侧的人物是赫耳墨斯和百眼巨人阿耳戈斯

伊俄（古希腊语：Ίώ）希腊神话中一个重要的女性人物，主神宙斯最著名的情人之一。

## 谱系
按照传统说法，伊俄是河神伊那科斯的女儿（也有说法认为其父为伊阿索斯）。伊那科斯本来是一个凡人英雄，是阿耳戈斯城的建立者；他在宙斯追求其女儿的事件中因触怒宙斯而被复仇女神追杀，被迫跳河自尽，从此成为河神。从父亲是河神来看，伊俄可以被看作一个那伊阿得斯（宁芙仙女的一种）。

## 有关伊俄的神话
根据古希腊神话，伊俄之父伊那科斯是将对赫拉的崇拜引入阿耳戈斯地区的人。据说他曾在海神波塞冬与赫拉的争执中担任裁判，并做出了偏袒赫拉的判决，结果海神一怒之下让阿耳戈斯永远干旱缺水。由于父亲的缘故，伊俄在赫拉的神庙中担任女祭司。宙斯诱奸了伊俄，之后为使她免于受赫拉迫害，又把她变成了一头小母牛（按照另一种说法，是赫拉出于痛恨而将伊俄变成了母牛）。但赫拉仍不放心，遂派遣百眼巨人阿耳戈斯看守变成牛的伊俄。赫耳墨斯受宙斯之命将阿耳戈斯杀死，并将伊俄放走。赫拉又派了一只牛虻来不停地叮伊俄（一说是赫拉本人变成牛虻）。母牛被叮得到处奔逃，最后逃到了埃及，在那里宙斯将她变回人形。在希腊化时代，希腊人将伊俄与埃及最重要的女神伊西斯混为一体，并认为她与宙斯的儿子是古埃及的神牛阿庇斯（希腊人称之为厄帕福斯）。
这个神话有几种不同的版本。至少荷马就已经知道伊俄的故事，他在史诗中把赫耳墨斯称为“杀阿耳戈斯者”。许癸努斯证明赫西俄德知道伊俄的神话。奥维德在他的作品中把伊俄的故事当作一件轶事，他说宙斯对伊俄垂涎三尺。奥维德也提到赫耳墨斯为杀死阿耳戈斯，设法让后者的一百只眼睛都睡着了。在古希腊大悲剧作家埃斯库罗斯的名作《被缚的普罗米修斯》中，讲述了伊俄的完整神话。伊俄的父亲伊那科斯根据神谕将她赶到了勒耳那，在那里她遇到了宙斯，后者用一大片乌云把她盖了起来（为免被赫拉看见）。伊那科斯随后因试图阻止宙斯而被复仇女神迫害致死。在宙斯与伊俄交欢之后，他徒劳地企图掩盖自己的通奸行为；宙斯把自己变成了一片白云并把伊俄变成母牛。但赫拉完全没有受到愚弄，她冷酷无情地迫害伊俄。在逃避牛虻的迫害时，伊俄渡过了博斯普鲁斯海峡，该海峡因此而得名（博斯普鲁斯意为“牛所通过”）。渡海之后，她发现了被绑在高加索山脉上的普罗米修斯，后者因教人类用火而受到宙斯的制裁。普罗米修斯耐心地劝慰伊俄，虽然他自己也正身陷巨大的痛苦之中。他预言伊俄必可变回人形，并说她将是希腊最伟大的英雄赫拉克勒斯的始祖。伊俄随后渡过爱奥尼亚海（意为“伊俄之海”）来到埃及，在那里被宙斯变回人形并生了厄帕福斯和刻罗厄萨。后来，她嫁给了埃及国王忒勒戈诺斯。伊俄与忒勒戈诺斯的孙子达那俄斯返回了希腊的阿耳戈斯（关于达那俄斯和他的50个女儿，有另一个著名的神话）。
在古典时代，阿耳戈斯地区存在纪念伊俄的仪式。

## 性质
古代人经常把伊俄和月球联系起来；在埃斯库罗斯的《被缚的普罗米修斯》中，伊俄对普罗米修斯说自己是“有角的童贞女”，暗示着她与牛（牛角在古希腊文化中常象征新月）和月亮有关联。现代研究者一般认为，伊俄实际是古代阿耳戈斯地区古老的月神，后来被奥林波斯教引入自己的神系之中。

## 其它
文艺复兴时期的意大利大画家安东尼奥·达·柯勒乔根据伊俄的故事创作了名画朱庇特和伊俄。
木星最亮的四颗卫星之一木卫一的名字来自伊俄。

## 资料来源
- 《神话辞典》，（苏联）M·H·鲍特文尼克等，统一书号：2017·304